# Marga López
Catalina Margarita López Ramos (San Miguel de Tucumán, 21 de juny de 1924 - Ciutat de Mèxic, 4 de juliol de 2005), coneguda com a Marga López, va ser una actriu argentinomexicana.
Entre els seus treballs més destacats es troba la seva participació en les pel·lícules Los tres García (1946), Salón México (1949), Muchachas de Uniforme (1951), Un rincón cerca del cielo (1952), La tercera palabra (1956), Nazarín (1959), Hasta el viento tiene miedo (1968), Corona de lágrimas (1968), La muñeca perversa (1969), i Doña Macabra (1972).
A més de films, també va participar en diverses telenovel·les de les quals destaquen; Añoranza (1979), El privilegio de amar (1998), La casa en la playa (2000), Carita de ángel (2000), i Entre el amor y el odio (2002).

## Biografia i carrera
Nascuda a l'Argentina, va adquirir posteriorment la ciutadania mexicana. Els seus pares, Pedro López Sánchez i Dolores Ramos Nava, van tenir sis fills més: Juan, Miguel, Dolores, Pedro, María i Manuel. Juntament amb els seus germans, Marga va debutar en Tucumán amb un grup conegut com Los Hermanitos López. En 1936 van iniciar una gira per tota Amèrica Llatina, inclòs Mèxic, on coneixeria a Carlos Amador, productor de cinema, amb qui es casaria en dues ocasions: en 1941 i 1961, i amb qui tindria dos fills: el primer, que va anomenar com el seu espòs, Carlos Amador, i el segon al qual va nomenar Manuel, dels quals va tenir un total de 5 nets, 2 per part del seu fill l'actor i productor Carlos Amador Jr.: Anghelo i Diana, i 3 per part del seu fill Manuel: Manuel, Felipe i Natalia. I el 2003 es va convertir per primera vegada en besàvia amb el naixement del seu primer besnet Carlos Fernando, fill de l'actor i cantant Anghelo, el 2004 per segona vegada va ser besàvia i va néixer el seu segon besnet anomenat Luka, fill de Felipe. Va ser germana del destacat guitarrista, concertista i mestre Manuel López Ramos.

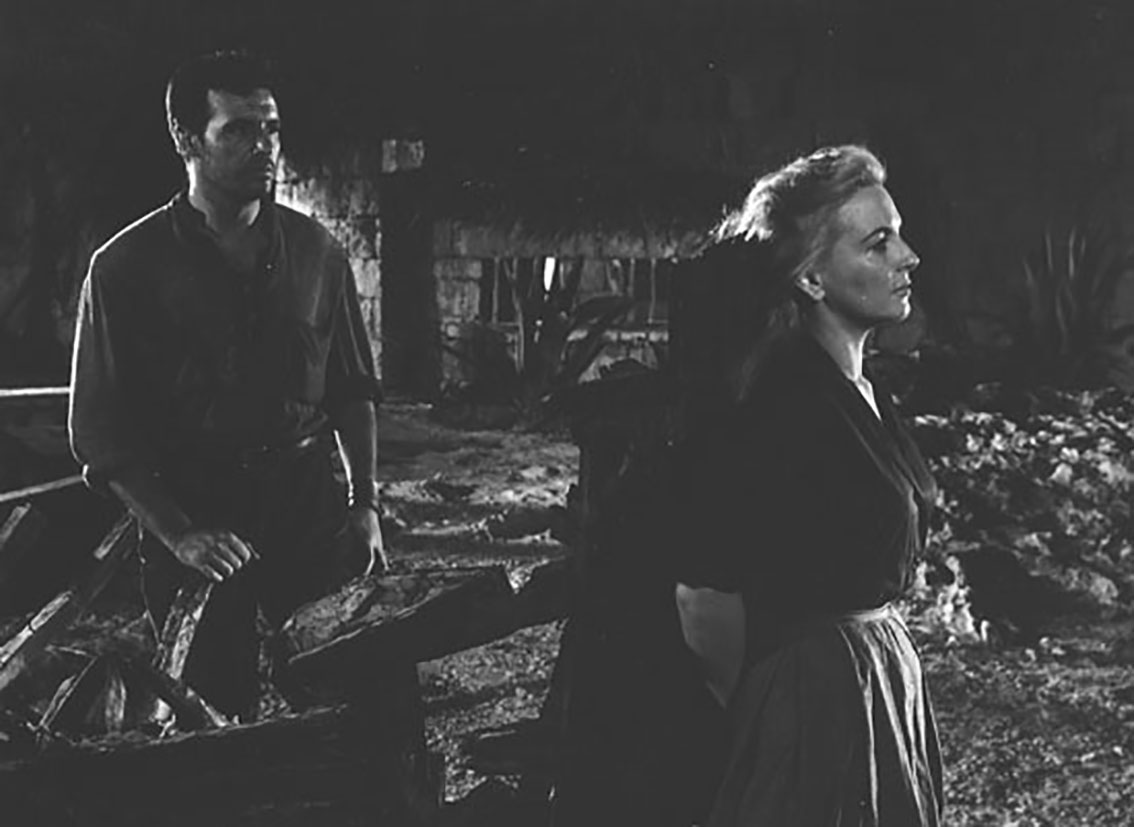
López amb Francisco Rabal a El hombre de la isla (1960).

El seu debut en la cinematografia mexicana va ser en el paper d'una mesera, en la pel·lícula El hijo desobediente, dirigida per Humberto Gómez Landero, el 1945. El 1959,va compartir la pantalla gran amb Rita Macedo, en la cinta Nazarín, de Luis Buñuel. Sempre vigent i treballant per l'art, actuaria en el 2001 en l'obra de teatre Al final del camino, una obra homenatge escrita pel seu germà Manuel López Ramos i dirigida prr Otto Sirgo. A televisió va participar en la telenovel·la Aventuras en el tiempo, el 2001. El 2003, en la seva última telenovel·la va interpretar el paper de l'àvia de Kate del Castillo, la neta de Tiaré Scanda i la mare de Diana Bracho, a Bajo la misma piel.
El 2004, va particiàr al IV Festival de Cinema Independent El Chamizal a El Paso, Texas, i a Ciudad Juárez, estat de Chihuahua. Una vida amb molta feina, amb reconeixement a nivell internacional i molts assoliments d'interpretació, sobretot a Salón México i a Nazarín (1958), protagonitzada amb Ignacio López Tarso. Va participar en més de 80 pel·lícules de la Època d'Or del cinema mexicà, on va compartir cartelleres amb Pedro Infante, Luis Aguilar, Ernesto Alonso, Tin Tan i Amparo Rivelles.

## Mort

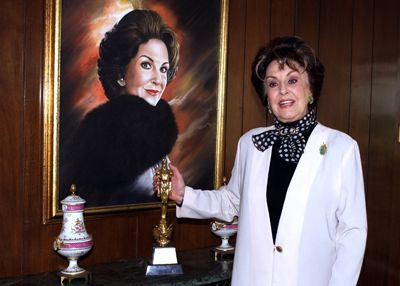
López el 2002.

Marga López va patir un atac al cor el 4 de juliol de 2005, i des d'aquí va venir la deterioració en el seu estat de salut, que va concloure amb la mort el 4 de juliol de 2005. Marga López va morir a les 18.30 hores d'aquest dia, a causa d'una arrítmia cardíaca, després d'haver romàs per més de tres setmanes hospitalitzada. Va ser cremada i les seves cendres van ser col·locades en un nínxol de l'església Parròquia Nuestra Señora de la Esperanza de Ciutat de Mèxic.

## Filmografia

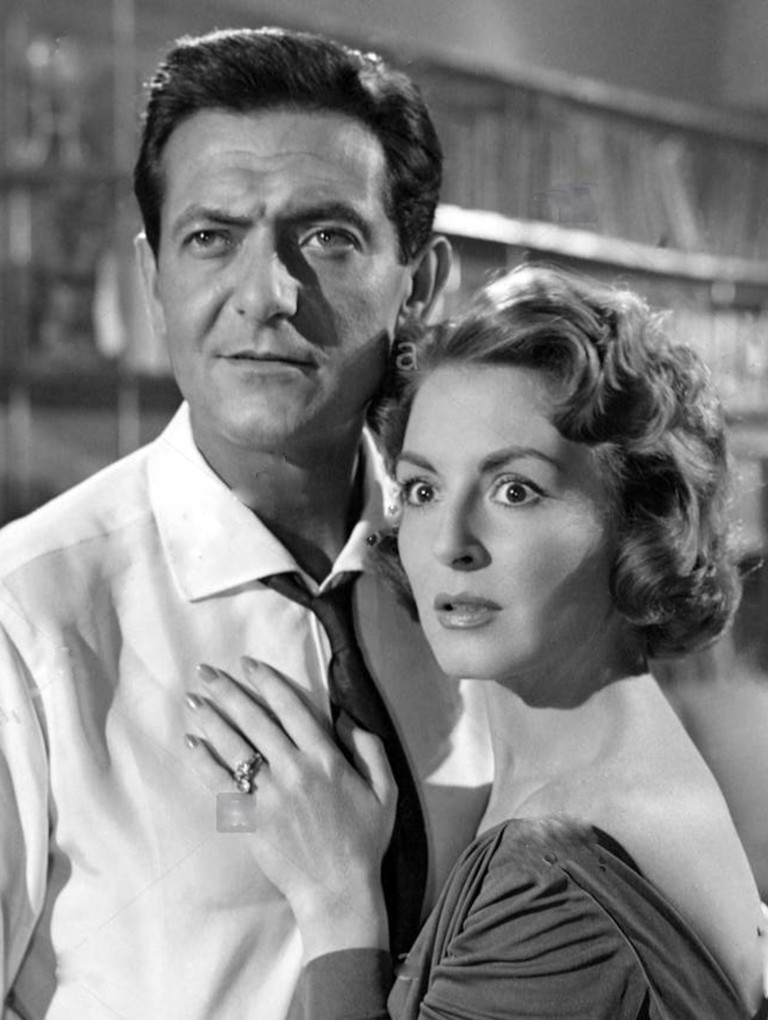
López amb Alberto Closas a Navidades en junio (1960).

### Pel·lícules
- Reclusorio (Reclusorio I) (1995) .... Licenciada Suárez
- Yo soy el asesino (1987) .... Vicenta
- La cárcel de Laredo (1983) .... Esposa de Garza
- México de mis amores (1976) .... Ella misma (documental)
- Doña Macabra (1972) .... Armida, «Doña Macabra»
- Rosario (1971) .... Rosario del Carmen Trejo de Rosell
- El profe (1971) .... Hortensia
- Cuando acaba la noche (1969) .... Lina (coproducció amb Puerto Rico)
- La agonía de ser madre (1969) .... Ana
- La muñeca perversa (1969) .... Elena
- El libro de piedra (1968) .... Julia Septién
- El día de las madres (1969) .... Rosario
- Corona de lágrimas (1968) .... Refugio Chavero
- Hasta el viento tiene miedo (1968) .... Bernarda
- Los perversos (A go go) (1965) .... Marta
- Juventud sin ley (Rebeldes a go go) (1965) .... Elisa Durán
- ¿Qué haremos con papá? (1965) .... Ramona
- Tiempo de morir (1965) .... Mariana Sampedro
- El pecador (1965) .... Olga
- Los fantasmas burlones (1964) .... Berta Sandoval
- Diablos en el cielo (1964) .... Laura
- El amor no es pecado (El cielo es de los pobres) (1964) .... María
- La sombra de los hijos (1963) .... Soledad
- Cri Crí el grillito cantor (1963) .... Margarita
- La edad de la inocencia (1962) .... Lisa
- Atrás de las nubes (1961) .... Eloísa Reina
- Sueños de mujer (1960) .... Laura (producció espanyola)
- Navidades en junio (1960) .... Laura (producció espanyola)
- Pasión de locura (¿Dónde vas, triste de ti?) (1960) .... Arxiduquessa Maria Cristina (producció espanyola)
- Melocotón en almíbar (1960) .... Sor María de los Ángeles (producció espanyola)
- El hombre de la isla (1960) .... Bertha (producció espanyola)
- Mi madre es culpable (1959) .... Consuelo Moreno de Manterola
- Nazarín (1959) .... Beatriz
- Cuentan de una mujer (1958) .... Patricia
- Bajo el cielo de México (1958) .... Marta
- El diario de mi madre (1958) .... Mérida Valdés
- La torre de marfil (1958) .... Juliana
- Tu hijo debe nacer (1958) .... Andrea
- Mi esposa me comprende (1957) .... Luisa
- La ciudad de los niños (1956) .... Luisa
- Feliz año, amor mío (1955) .... María
- Del brazo y por la calle (1955) .... María
- Después de la tormenta (Isla de Lobos) (1955) .... Rosa Rivero
- La tercera palabra (1955) .... Margarita Luján
- Amor en cuatro tiempos (1954) .... Marga
- De carne somos (1954) .... Linda
- Una mujer en la calle (1954) .... Lucero o Alicia
- La entrega (1954) .... Julia Yáñez
- Orquídeas para mi esposa (1953) .... Elena
- Casa de muñecas (1953) .... Nora
- Mi adorada Clementina (1953) .... Clementina abuela/Clementina nieta
- Eugenia Grandet (1952) .... Eugenia Grandet
- Un divorcio (1952) .... Cristina
- Ahora soy rico (1952) .... Margarita
- Un rincón cerca del cielo (1952) .... Margarita
- La mentira (1952) .... Verónica Castillo Blanco
- Tres hombres en mi vida (1951) .... Carmen
- Mi esposa y la otra (1951) .... Cristina
- La mujer sin lágrimas (1951) .... Beatriz
- Muchachas de uniforme (1950) .... Lucila
- Negro es mi color (1950) .... Luna o Blanca del Río
- Arrabalera (1950) .... Rosita
- Una mujer sin destino (1950) .... Soledad
- Azahares para tu boda (1950) .... Felicia
- La dama del alba (1949) .... Adela
- Amor con amor se paga (1949) .... Valentina Méndez
- Callejera (1949) .... Clara
- Un milagro de amor (1949) .... Rosita
- Medianoche (1949) .... Rosita
- ¡Arriba el norte! (1949) .... Irene, María
- La Panchita (1948) .... Panchita
- Salón México (1948) .... Mercedes López
- Dueña y señora (1948) .... Isabel
- Cartas marcadas (1947) .... Victoria
- Mi esposa busca novio (1947) .... esposa
- Soledad (1947) .... Evangelina
- El último chinaco (1947) .... Margarita Pizarro
- Vuelven los García (1946) .... Lupita Smith García
- Los tres García (1946) .... Lupita Smith García
- Con la música por dentro (1946) .... Rosita
- Mamá Inés (1946) .... Lucía Prados
- Las colegialas (1946) .... Cándida
- El hijo desobediente (1945) .... mesera del cabaret

### Telenovel·les
- Bajo la misma piel (2003-2004) com Esther Escalante de Ortiz.
- Entre el amor y el odio (2002) com Josefa Villarreal.
- El manantial (2001-2002) com Madre Superiora.
- Aventuras en el tiempo (2001) com Urraca Valdepeña.
- Carita de ángel (2001) com Madre General Asunción de la Luz.
- La casa en la playa (2000) com Serena Rivas.
- El privilegio de amar (1998-1999) com Ana Joaquina Velarde.
- Mujer, casos de la vida real (1997) (Episodi: ¿Qué está pasando?)[5]
- Te sigo amando (1996-1997) com Montserrat.
- Lazos de amor (1995-1996) com Mercedes Iturbe.
- Alondra (1995) com Leticia del Bosque.
- La hora marcada (1989) comoMartha (Episodi: Martha)[6]
- Caminemos (1980) com Aurora.
- Añoranza (1979) com Magdalena.
- Ven conmigo (1975)
- El juramento (1974)
- Las máscaras (1971) com Márgara.
- Concierto de almas (1969) com Magda.
- Cynthia (1968) com Cynthia.
- Las momias de Guanajuato (1962)

### Teatre
- Adorables enemigas (1992)

## Premis i nominacions

### Premis Ariel
| Any  | Categoria                  | Pel·lícula                | Resultat  |
| ---- | -------------------------- | ------------------------- | --------- |
| 1993 | Ariel d'Or                 | Trajectòria fílmica       | Guanyador |
| 1958 | Millor actriu              | Feliz año, amor mío       | Nominat   |
| 1956 | Millor actriu              | Después de la tormenta    | Nominat   |
| 1955 | Millor actriu              | La entrega                | Guanyador |
| 1954 | Millor actriu              | Un divorcio               | Nominat   |
| 1953 | Millor actriu              | Un rincón cerca del cielo | Nominat   |
| 1952 | Millor actriu              | Negro es mi color         | Nominat   |
| 1950 | Millor actriu              | Salón México              | Guanyador |
| 1948 | Millor coactuació femenina | Soledad                   | Guanyador |
| 1947 | Millor coactuació femenina | Mamá Inés                 | Nominat   |

### Ónix de la Universitat Iberoamericana
| Any  | Categoria                   | Pel·lícula                 | Resultat  |
| ---- | --------------------------- | -------------------------- | --------- |
| 1964 | Millor coactuación femenina | Cri Crí el grillito cantor | Guanyador |

### Premis TVyNovelas
| Any  | Categori              | Telenovel·la          | Resultat  |
| ---- | --------------------- | --------------------- | --------- |
| 2001 | Millor primera actriu | La casa en la playa   | Nominat   |
| 1999 | Millor primera actriu | El privilegio de amar | Guanyador |
| 1996 | Millor primera actriu | Lazos de amor         | Guanyador |

Premi Arlequín 1998 "Marga López (trajectòria en Cinema, Televisió i Teatre)".

### Premi Quetzal 2002
- Reconeixement per trajectòria.[8]